# V-League 2010-2011 (maschile)
La V-League 2010-2011, 7ª edizione della massima serie del campionato sudcoreano di pallavolo maschile, si è svolta dal 4 dicembre 2010 al 9 aprile 2011: al torneo hanno partecipato 7 squadre di club sudcoreane; la vittoria finale è andata per la quinta volta, la quarta consecutiva, ai Samsung Bluefangs.

## Regolamento

### Formula
Le squadre hanno disputato un girone all'italiana, composta da cinque round, scontrandosi con ciascun'avversaria per tre volte in casa e per tre volte fuori casa, per un totale di trenta giornate; al termine della regular season:
- La prima classificata ha avuto accesso diretto alla finale dei play-off scudetto, giocata al meglio delle sette gare;
- La seconda classificata ha avuto accesso diretto alla semifinale dei play-off scudetto, giocata al meglio delle cinque gare.

### Criteri di classifica
L'ordine del posizionamento in classifica è stato definito in base a:
- Ratio delle partite vinte/perse;
- Ratio dei set vinti/persi;
- Ratio dei punti realizzati/subiti.

## Squadre partecipanti
Alla V-League 2010-2011 partecipano sei club.
| Club                  | Stagione | Città    | Impianto                     | Stagione precedente       |
| --------------------- | -------- | -------- | ---------------------------- | ------------------------- |
| Hyundai Skywalkers    | dettagli | Cheonan  | Ryu Gwansun Gymnasium        | 2ª in V-League            |
| KEPCO 45              | dettagli | Suwon    | Suwon Gymnasium              | 6ª in V-League            |
| Korean Air Jumbos     | dettagli | Incheon  | Gyeyang Gymnasium            | 3ª in V-League            |
| LIG Greaters          | dettagli | Gumi     | Park Chung-hee Gymnasium     | 4ª in V-League            |
| Samsung Bluefangs     | dettagli | Daejeon  | Chungmu Gymnasium            | Campione di Corea del Sud |
| Sangmu                | dettagli | Seongnam | Seongnam Gymnasium           | 7ª in V-League            |
| Woori Capital Dream 6 | dettagli | Seul     | Yi Sun-sin Icerink Gymnasium | 5ª in V-League            |

## Torneo

### Regular season

#### Risultati
| Primo round |                                            |     |                                   |
|             |                                            |     |                                   |
| 04-12       | Samsung Bluefangs - Hyundai Skywalkers     | 3-1 | 26-24, 25-23, 17-25, 25-12        |
| 05-12       | Korean Air Jumbos - LIG Greaters           | 3-1 | 25-23, 25-19, 22-25, 25-21        |
| 05-12       | Woori Capital Dream 6 - KEPCO 45           | 3-0 | 25-23, 25-23, 25-22               |
| 07-12       | Hyundai Skywalkers - Korean Air Jumbos     | 0-3 | 17-25, 24-26, 21-25               |
| 08-12       | LIG Greaters - Woori Capital Dream 6       | 0-3 | 25-27, 17-25, 20-25               |
| 09-12       | Sangmu - Samsung Bluefangs                 | 3-2 | 25-15, 25-21, 22-25, 20-25, 15-12 |
| 11-12       | LIG Greaters - Samsung Bluefangs           | 3-0 | 25-20, 25-19, 25-22               |
| 12-12       | KEPCO 45 - Korean Air Jumbos               | 1-3 | 27-25, 21-25, 23-25, 21-25        |
| 12-12       | Hyundai Skywalkers - Woori Capital Dream 6 | 3-2 | 25-23, 17-25, 17-25, 25-22, 15-13 |
| 14-12       | Sangmu - LIG Greaters                      | 1-3 | 22-25, 20-25, 25-22, 15-25        |
| 15-12       | Korean Air Jumbos - Woori Capital Dream 6  | 3-0 | 25-16, 25-19, 25-22               |
| 16-12       | KEPCO 45 - Sangmu                          | 3-0 | 25-16, 25-21, 25-16               |
| 18-12       | Korean Air Jumbos - Samsung Bluefangs      | 3-1 | 19-25, 25-15, 25-22, 25-20        |
| 19-12       | KEPCO 45 - LIG Greaters                    | 0-3 | 23-25, 22-25, 25-27               |
| 19-12       | Hyundai Skywalkers - Sangmu                | 3-1 | 25-21, 25-15, 24-26, 25-22        |
| 21-12       | Hyundai Skywalkers - KEPCO 45              | 3-2 | 22-25, 21-25, 25-18, 25-19, 15-13 |
| 22-12       | Samsung Bluefangs - Woori Capital Dream 6  | 3-1 | 25-18, 24-26, 26-24, 25-19        |
| 23-12       | Korean Air Jumbos - Sangmu                 | 3-0 | 25-14, 25-14, 25-20               |
| 25-12       | Sangmu - Woori Capital Dream 6             | 1-3 | 19-25, 25-19, 16-25, 16-25        |
| 25-12       | Samsung Bluefangs - KEPCO 45               | 0-3 | 21-25, 16-25, 19-25               |
| 26-12       | LIG Greaters - Hyundai Skywalkers          | 0-3 | 22-25, 14-25, 19-25               |

| Secondo round |                                            |     |                                   |
|               |                                            |     |                                   |
| 27-12         | Sangmu - KEPCO 45                          | 3-2 | 25-22, 25-22, 20-25, 14-25, 15-12 |
| 27-12         | Korean Air Jumbos - Samsung Bluefangs      | 3-0 | 25-23, 25-21, 25-19               |
| 28-12         | Hyundai Skywalkers - Woori Capital Dream 6 | 3-0 | 28-26, 25-21, 28-26               |
| 29-12         | Sangmu - LIG Greaters                      | 0-3 | 17-25, 16-25, 14-25               |
| 30-12         | Hyundai Skywalkers - KEPCO 45              | 3-0 | 25-20, 25-20, 25-16               |
| 30-12         | Korean Air Jumbos - Woori Capital Dream 6  | 3-1 | 25-22, 25-17, 19-25, 25-13        |
| 01-01         | Korean Air Jumbos - LIG Greaters           | 0-3 | 25-27, 21-25, 24-26               |
| 02-01         | Samsung Bluefangs - Hyundai Skywalkers     | 3-1 | 19-25, 30-28, 25-21, 25-18        |
| 02-01         | Sangmu - Woori Capital Dream 6             | 3-2 | 25-27, 25-21, 21-25, 25-23, 23-21 |
| 03-01         | LIG Greaters - KEPCO 45                    | 3-0 | 35-33, 25-19, 25-21               |
| 04-01         | Samsung Bluefangs - Woori Capital Dream 6  | 0-3 | 21-25, 23-25, 23-25               |
| 04-01         | Hyundai Skywalkers - Sangmu                | 3-0 | 25-16, 26-24, 25-18               |
| 05-01         | Korean Air Jumbos - KEPCO 45               | 3-0 | 25-20, 25-22, 25-13               |
| 06-01         | LIG Greaters - Hyundai Skywalkers          | 1-3 | 25-21, 18-25, 13-25, 20-25        |
| 06-01         | Samsung Bluefangs - Sangmu                 | 1-3 | 22-25, 23-25, 25-22, 22-25        |
| 08-01         | LIG Greaters - Woori Capital Dream 6       | 3-1 | 25-15, 19-25, 25-18, 25-19        |
| 08-01         | KEPCO 45 - Samsung Bluefangs               | 3-0 | 25-21, 25-12, 27-25               |
| 09-01         | Hyundai Skywalkers - Korean Air Jumbos     | 0-3 | 16-25, 21-25, 19-25               |
| 10-01         | Samsung Bluefangs - LIG Greaters           | 1-3 | 22-25, 28-26, 20-25, 21-25        |
| 11-01         | Sangmu - Korean Air Jumbos                 | 3-2 | 25-22, 25-27, 25-20, 21-25, 15-13 |
| 12-01         | KEPCO 45 - Woori Capital Dream 6           | 0-3 | 23-25, 23-25, 19-25               |

| Terzo round |                                            |     |                                   |
|             |                                            |     |                                   |
| 15-01       | Hyundai Skywalkers - Samsung Bluefangs     | 0-3 | 20-25, 18-25, 23-25               |
| 15-01       | LIG Greaters - KEPCO 45                    | 1-3 | 19-25, 28-26, 19-25, 21-25        |
| 16-01       | Woori Capital Dream 6 - Korean Air Jumbos  | 3-2 | 25-19, 25-17, 23-25, 18-25, 15-10 |
| 17-01       | Sangmu - Hyundai Skywalkers                | 0-3 | 18-25, 20-25, 15-25               |
| 17-01       | KEPCO 45 - Samsung Bluefangs               | 3-1 | 15-25, 25-21, 25-17, 25-22        |
| 18-01       | LIG Greaters - Korean Air Jumbos           | 0-3 | 21-25, 25-27, 18-25               |
| 19-01       | Sangmu - KEPCO 45                          | 0-3 | 18-25, 18-25, 23-25               |
| 20-01       | Samsung Bluefangs - Korean Air Jumbos      | 3-0 | 25-21, 25-23, 25-20               |
| 20-01       | Woori Capital Dream 6 - Hyundai Skywalkers | 1-3 | 20-25, 21-25, 25-18, 17-25        |
| 22-01       | Samsung Bluefangs - Sangmu                 | 3-2 | 15-25, 21-25, 25-17, 25-20, 15-10 |
| 22-01       | KEPCO 45 - Woori Capital Dream 6           | 3-2 | 15-25, 21-25, 25-17, 25-20, 15-10 |
| 23-01       | Hyundai Skywalkers - LIG Greaters          | 3-0 | 25-23, 25-22, 25-20               |
| 24-01       | KEPCO 45 - Korean Air Jumbos               | 0-3 | 20-25, 19-25, 26-28               |
| 25-01       | Woori Capital Dream 6 - Samsung Bluefangs  | 3-0 | 25-21, 25-18, 25-20               |
| 25-01       | LIG Greaters - Sangmu                      | 3-0 | 25-14, 25-19, 25-18               |
| 26-01       | KEPCO 45 - Hyundai Skywalkers              | 0-3 | 26-28, 22-25, 27-29               |
| 27-01       | Woori Capital Dream 6 - LIG Greaters       | 2-3 | 25-23, 14-25, 25-21, 24-26, 12-15 |
| 27-01       | Sangmu - Korean Air Jumbos                 | 0-3 | 10-25, 14-25, 16-25               |
| 29-01       | Samsung Bluefangs - LIG Greaters           | 3-0 | 25-20, 25-17, 25-17               |
| 29-01       | Korean Air Jumbos - Hyundai Skywalkers     | 3-0 | 25-17, 25-14, 25-23               |
| 30-01       | Woori Capital Dream 6 - Sangmu             | 1-3 | 23-25, 39-37, 23-25, 21-25,       |

| Quarto round |                                            |     |                                   |
|              |                                            |     |                                   |
| 09-02        | Hyundai Skywalkers - LIG Greaters          | 3-0 | 25-18, 25-16, 25-14               |
| 09-02        | KEPCO 45 - Korean Air Jumbos               | 2-3 | 22-25, 25-23, 16-25, 25-22, 11-15 |
| 10-02        | Sangmu - Samsung Bluefangs                 | 0-3 | 28-30, 18-25, 18-25               |
| 12-02        | Woori Capital Dream 6 - Korean Air Jumbos  | 2-3 | 19-25, 25-23, 25-23, 23-25, 11-15 |
| 12-02        | Sangmu - KEPCO 45                          | 0-3 | 18-25, 22-25, 22-25               |
| 13-02        | Samsung Bluefangs - Hyundai Skywalkers     | 2-3 | 26-28, 25-23, 23-25, 25-22, 12-15 |
| 14-02        | Korean Air Jumbos - LIG Greaters           | 3-1 | 26-24, 25-15, 24-26, 25-15        |
| 14-02        | Woori Capital Dream 6 - Sangmu             | 3-1 | 25-23, 16-25, 25-19, 25-16        |
| 15-02        | KEPCO 45 - Hyundai Skywalkers              | 0-3 | 18-25, 23-25, 22-25               |
| 16-02        | Woori Capital Dream 6 - Samsung Bluefangs  | 0-3 | 23-25, 20-25, 24-26               |
| 17-02        | KEPCO 45 - LIG Greaters                    | 3-2 | 25-23, 36-34, 22-25, 14-25, 15-11 |
| 17-02        | Hyundai Skywalkers - Sangmu                | 3-1 | 23-25, 25-17, 25-21, 25-22        |
| 19-02        | Woori Capital Dream 6 - LIG Greaters       | 0-3 | 16-25, 23-25, 16-25               |
| 19-02        | KEPCO 45 - Samsung Bluefangs               | 0-3 | 16-25, 17-25, 16-25               |
| 20-02        | Korean Air Jumbos - Hyundai Skywalkers     | 3-0 | 25-20, 25-15, 25-23               |
| 21-02        | Samsung Bluefangs - LIG Greaters           | 3-1 | 26-28, 25-14, 25-21, 25-23        |
| 21-02        | Woori Capital Dream 6 - KEPCO 45           | 2-3 | 22-25, 25-20, 19-25, 25-21, 16-18 |
| 22-02        | Korean Air Jumbos - Sangmu                 | 3-0 | 25-22, 25-17, 25-18               |
| 23-02        | Woori Capital Dream 6 - Hyundai Skywalkers | 1-3 | 25-20, 23-25, 23-25, 17-25        |
| 24-02        | Korean Air Jumbos - Samsung Bluefangs      | 3-0 | 25-18, 25-23, 25-19               |
| 24-02        | LIG Greaters - Sangmu                      | 3-0 | 25-18, 25-23, 25-19               |

| Quinto round |                                            |     |                                   |
|              |                                            |     |                                   |
| 26-02        | Sangmu - Korean Air Jumbos                 | 0-3 | 19-25, 17-25, 19-25               |
| 26-02        | LIG Greaters - Samsung Bluefangs           | 0-3 | 22-25, 17-25, 20-25               |
| 27-02        | Woori Capital Dream 6 - Hyundai Skywalkers | 0-3 | 21-25, 18-25, 19-25               |
| 28-02        | KEPCO 45 - Sangmu                          | 3-1 | 25-19, 25-13, 27-29, 25-16        |
| 01-03        | Hyundai Skywalkers - Samsung Bluefangs     | 1-3 | 24-26, 20-25, 25-17, 23-25        |
| 01-03        | Korean Air Jumbos - Woori Capital Dream 6  | 3-0 | 25-19, 25-20, 25-23               |
| 02-03        | LIG Greaters - KEPCO 45                    | 3-0 | 25-20, 25-13, 25-21               |
| 03-03        | Woori Capital Dream 6 - Samsung Bluefangs  | 0-3 | 20-25, 15-25, 17-25               |
| 03-03        | Sangmu - Hyundai Skywalkers                | 1-3 | 22-25, 20-25, 25-23, 22-25        |
| 05-03        | Hyundai Skywalkers - KEPCO 45              | 3-2 | 23-25, 32-30, 26-28, 25-19, 15-10 |
| 06-03        | LIG Greaters - Korean Air Jumbos           | 0-3 | 19-25, 21-25, 23-25               |
| 06-03        | Woori Capital Dream 6 - Sangmu             | 0-3 | 18-25, 21-25, 15-25               |
| 07-03        | Samsung Bluefangs - KEPCO 45               | 3-2 | 25-19, 25-21, 19-25, 16-25, 15-12 |
| 08-03        | Hyundai Skywalkers - Korean Air Jumbos     | 3-0 | 25-19, 25-16, 25-18               |
| 08-03        | LIG Greaters - Woori Capital Dream 6       | 3-0 | 25-20, 25-18, 26-24               |
| 09-03        | Samsung Bluefangs - Sangmu                 | 3-0 | 25-21, 25-15, 25-19               |
| 10-03        | Korean Air Jumbos - KEPCO 45               | 3-1 | 26-24, 18-25, 25-21, 25-20        |
| 10-03        | LIG Greaters - Hyundai Skywalkers          | 0-3 | 27-29, 21-25, 15-25               |
| 12-03        | Sangmu - LIG Greaters                      | 0-3 | 23-25, 17-25, 13-25               |
| 13-03        | KEPCO 45 - Woori Capital Dream 6           | 0-3 | 23-25, 14-25, 21-25               |
| 13-03        | Samsung Bluefangs - Korean Air Jumbos      | 0-3 | 23-25, 14-25, 21-25               |

#### Classifica
| Pos. | Squadra               | Pt    | G  | V  | P  | SV | SP | Ratio | PF    | PS    | Ratio |
| ---- | --------------------- | ----- | -- | -- | -- | -- | -- | ----- | ----- | ----- | ----- |
| 1    | Korean Air Jumbos     | 0,830 | 30 | 25 | 5  | 79 | 26 | 3,038 | 2 488 | 2 166 | 1,149 |
| 2    | Hyundai Skywalkers    | 0,730 | 30 | 22 | 8  | 69 | 38 | 1,816 | 2 497 | 2 317 | 1,078 |
| 3    | Samsung Bluefangs     | 0,530 | 30 | 16 | 14 | 57 | 51 | 1,118 | 2 442 | 2 386 | 1,023 |
| 4    | LIG Greaters          | 0,500 | 30 | 15 | 15 | 52 | 50 | 1,040 | 2 311 | 2 293 | 1,008 |
| 5    | KEPCO 45              | 0,330 | 30 | 10 | 20 | 42 | 67 | 0,627 | 2 403 | 2 491 | 0,965 |
| 6    | Woori Capital Dream 6 | 0,330 | 30 | 10 | 20 | 46 | 64 | 0,719 | 2 411 | 2 513 | 0,959 |
| 7    | Sangmu                | 0,230 | 30 | 7  | 23 | 30 | 79 | 0,380 | 2 205 | 2 591 | 0,851 |

      Qualificata alla finale play-off scudetto.
      Qualificata alle semifinali play-off scudetto.

### Play-off scudetto
|  | Semifinali | Semifinali         | Semifinali | Semifinali        | Semifinali | Semifinali | Semifinali |   |   | Finale | Finale            | Finale | Finale | Finale | Finale | Finale | Finale | Finale |  |
|  |            |                    |            |                   |            |            |            |   |   |        |                   |        |        |        |        |        |        |        |  |
|  |            |                    |            |                   |            |            |            |   |   | 1      | Korean Air Jumbos | 1      | 2      | 1      | 2      |        |        |        |  |
|  |            |                    |            |                   |            |            |            |   |   | 1      | Korean Air Jumbos | 1      | 2      | 1      | 2      |        |        |        |  |
|  |            |                    | 3          | Samsung Bluefangs | 3          | 3          | 3          | 3 |   |        |                   |        |        |        |        |        |        |        |  |
|  | 2          | Hyundai Skywalkers | 3          | Samsung Bluefangs | 3          | 3          | 3          | 3 | 0 | 1      | 2                 |        |        |        |        |        |        |        |  |
|  | 2          | Hyundai Skywalkers |            |                   |            |            |            |   |   |        |                   |        |        |        |        |        |        |        |  |
|  | 3          | Samsung Bluefangs  | 3          | 3                 | 3          |            |            |   |   |        |                   |        |        |        |        |        |        |        |  |

#### Semifinali
| Gara 1 |                                        |     |                     |
|        |                                        |     |                     |
| 23-03  | Hyundai Skywalkers - Samsung Bluefangs | 0-3 | 29-31, 22-25, 18-25 |

| Gara 3 |                                        |     |                                   |
|        |                                        |     |                                   |
| 24-03  | Hyundai Skywalkers - Samsung Bluefangs | 2-3 | 25-23, 29-31, 23-25, 25-20, 12-15 |

| Gara 2 |                                        |     |                            |
|        |                                        |     |                            |
| 26-03  | Samsung Bluefangs - Hyundai Skywalkers | 3-1 | 19-25, 25-16, 26-24, 27-25 |

#### Finale
| Gara 1 |                                       |     |                            |
|        |                                       |     |                            |
| 03-04  | Korean Air Jumbos - Samsung Bluefangs | 1-3 | 25-22, 27-29, 14-25, 18-25 |

| Gara 3 |                                       |     |                            |
|        |                                       |     |                            |
| 07-04  | Samsung Bluefangs - Korean Air Jumbos | 3-1 | 22-25, 25-22, 25-22, 25-21 |

| Gara 2 |                                       |     |                                   |
|        |                                       |     |                                   |
| 04-04  | Korean Air Jumbos - Samsung Bluefangs | 2-3 | 22-25, 25-19, 21-25, 25-23, 12-15 |

| Gara 4 |                                       |     |                                   |
|        |                                       |     |                                   |
| 09-04  | Samsung Bluefangs - Korean Air Jumbos | 3-2 | 25-22, 17-25, 25-18, 23-25, 15-12 |

## Premi individuali
| Premio                    | Giocatore     | Squadra               |
| ------------------------- | ------------- | --------------------- |
| MVP della Regular Season  | Kim Hak-min   | Korean Air Jumbos     |
| MVP delle finali play-off | Gavin Schmitt | Samsung Bluefangs     |
| MVP dell'All-Star Game    | Gavin Schmitt | Samsung Bluefangs     |
| MVP di dicembre           | Kim Hak-min   | Korean Air Jumbos     |
| MVP di gennaio            | Evan Patak    | Korean Air Jumbos     |
| MVP di febbraio           | Gavin Schmitt | Samsung Bluefangs     |
| Miglior allenatore        | Shin Chi-yong | Samsung Bluefangs     |
| Premio fair play          | Shin Yung-suk | Woori Capital Dream 6 |
| Rising star               | Jeong Ki-hyuk | KEPCO 45              |
| Miglior realizzatore      | Gavin Schmitt | Samsung Bluefangs     |
| Miglior attaccante        | Kim Hak-min   | Korean Air Jumbos     |
| Miglior muro              | Bang Sin-bong | KEPCO 45              |
| Miglior servizio          | Evan Patak    | Korean Air Jumbos     |
| Miglior palleggiatore     | Han Sun-soo   | Korean Air Jumbos     |
| Miglior ricevitore        | Choi Bu-sik   | Korean Air Jumbos     |

## Classifica finale
| Pos                      | Squadra               |
| ------------------------ | --------------------- |
| Corea del Sud (bandiera) | Samsung Bluefangs     |
| 2                        | Korean Air Jumbos     |
| 3                        | Hyundai Skywalkers    |
| 4                        | LIG Greaters          |
| 5                        | KEPCO 45              |
| 6                        | Woori Capital Dream 6 |
| 7                        | Sangmu                |

## Statistiche
| Rendimento individuale | Rendimento individuale | Rendimento individuale | Rendimento individuale |
| Pos.                   | Nome                   | Punti                  | Squadra                |
| ---------------------- | ---------------------- | ---------------------- | ---------------------- |
| 1                      | Gavin Schmitt          | 1 264                  | Samsung Bluefangs      |
| 2                      | Milan Pepić            | 722                    | LIG Greaters           |
| 3                      | Evan Patak             | 653                    | Korean Air Jumbos      |
| 4                      | Miloš Ćulafić          | 539                    | KEPCO 45               |
| 5                      | Park Chul-woo          | 479                    | Samsung Bluefangs      |
| 6                      | Park Jun-beom          | 475                    | KEPCO 45               |
| 7                      | Moon Sung-min          | 472                    | Hyundai Skywalkers     |
| 8                      | Héctor Soto            | 448                    | Hyundai Skywalkers     |
| 9                      | Kim Hak-min            | 429                    | Korean Air Jumbos      |
| 10                     | An Jun-chan            | 356                    | Woori Capital Dream 6  |

| Attacchi vincenti | Attacchi vincenti | Attacchi vincenti | Attacchi vincenti     |
| Pos.              | Nome              | Punti             | Squadra               |
| ----------------- | ----------------- | ----------------- | --------------------- |
| 1                 | Gavin Schmitt     | 1 157             | Samsung Bluefangs     |
| 2                 | Milan Pepić       | 619               | LIG Greaters          |
| 3                 | Evan Patak        | 558               | Korean Air Jumbos     |
| 4                 | Miloš Ćulafić     | 438               | KEPCO 45              |
| 5                 | Park Jun-beom     | 421               | KEPCO 45              |
| 6                 | Héctor Soto       | 409               | Hyundai Skywalkers    |
| 7                 | Moon Sung-min     | 407               | Hyundai Skywalkers    |
| 8                 | Park Chul-woo     | 385               | Samsung Bluefangs     |
| 9                 | Kim Hak-min       | 368               | Korean Air Jumbos     |
| 10                | An Jun-chan       | 300               | Woori Capital Dream 6 |

| Muri vincenti | Muri vincenti | Muri vincenti | Muri vincenti         |
| Pos.          | Nome          | Punti         | Squadra               |
| ------------- | ------------- | ------------- | --------------------- |
| 1             | Ko Hee-jin    | 100           | Samsung Bluefangs     |
| 1             | Bang Sin-bong | 100           | KEPCO 45              |
| 3             | Shin Yung-suk | 87            | Woori Capital Dream 6 |
| 4             | Lee Sun-Kyu   | 76            | Hyundai Skywalkers    |
| 5             | Yun Bong-woo  | 74            | Hyundai Skywalkers    |
| 6             | Milan Pepić   | 64            | LIG Greaters          |
| 7             | Park Chul-woo | 63            | Samsung Bluefangs     |
| 7             | Ha Kyoung-min | 63            | KEPCO 45              |
| 9             | Miloš Ćulafić | 60            | KEPCO 45              |
| 10            | Ha Hyeon-yong | 59            | Sangmu                |

| Battute vincenti | Battute vincenti | Battute vincenti | Battute vincenti      |
| Pos.             | Nome             | Punti            | Squadra               |
| ---------------- | ---------------- | ---------------- | --------------------- |
| 1                | Gavin Schmitt    | 61               | Samsung Bluefangs     |
| 2                | Evan Patak       | 54               | Korean Air Jumbos     |
| 3                | Miloš Ćulafić    | 41               | KEPCO 45              |
| 4                | Milan Pepić      | 39               | LIG Greaters          |
| 5                | Park Chul-woo    | 31               | Samsung Bluefangs     |
| 6                | Moon Sung-min    | 27               | Hyundai Skywalkers    |
| 7                | An Jun-chan      | 26               | Woori Capital Dream 6 |
| 8                | Han Sun-soo      | 24               | Korean Air Jumbos     |
| 9                | Kim Hak-min      | 20               | Korean Air Jumbos     |
| 9                | Cho Seung-mok    | 20               | Samsung Bluefangs     |